# Regional District of Kootenay Boundary
Der Regional District of Kootenay Boundary ist ein Bezirk in der kanadischen Provinz British Columbia. Er ist 8.084,52 km² groß und zählt 31.447 Einwohner (2016). Beim Zensus 2011 wurden 31.138 Einwohner ermittelt. Hauptort ist Trail.
Der Bezirk wurde am 22. Februar 1966 gegründet.

## Administrative Gliederung

### Städte und Gemeinden
| Ort         | Status  | Bevölkerung |
| Fruitvale   | Village | 1.920       |
| Grand Forks | City    | 4.049       |
| Greenwood   | City    | 665         |
| Midway      | Village | 649         |
| Montrose    | Village | 996         |
| Rossland    | City    | 3.729       |
| Trail       | City    | 7.709       |
| Warfield    | Village | 1.680       |

### Gemeindefreie Gebiete
- Kootenay Boundary A
- Kootenay Boundary B
- Kootenay Boundary C
- Kootenay Boundary D
- Kootenay Boundary E